# Улрих IV фон Пернег
Улрих IV (II) фон Пернег (на немски: Ulrich IV/II von Pernegg; † 25 януари 1218) от рода на графовете на дворец Раабс на Тайя в Долна Австрия, е граф на Пернег на Мур в Щирия (от 1200), граф на Дегендорф в Германия (от 1203), основа манастирите Герас и Бернек.

## Произход
Той е син на граф Екберт I фон Пернег († 1200) и съпругата му Хедвиг фон Боген († сл. 1188) от династията Бабенберги, дъщеря на граф Бертолд II фон Боген († 1167) и Лиутгард фон Бургхаузен († 1195). Внук е на Улрих I/III фон Дегендорф и Пернег († сл. 1172) и графиня Кунигунда фон Формбах-Питен († сл. 1151), наследница на Формбах-Питен.
Брат му Екберт II († сл. 1188) е граф на Пернег, основава манастирите Герас и Бернек (1188).
- Дворец Пернег с гербът на фамилията
- Дворец Пернег с Бернек ок. 1830

## Фамилия
Улрих IV (II) фон Пернег се жени за Димудис. Те имат син:
- Екберт III († пр. 25 юли 1250), граф на Пернег